# Pterolophia vitticollis
Pterolophia vitticollis là một loài bọ cánh cứng trong họ Cerambycidae.